# Micranthes tischii
Micranthes tischii är en stenbräckeväxtart som först beskrevs av Skelly, och fick sitt nu gällande namn av Luc Brouillet och Gornall. Micranthes tischii ingår i släktet rosettbräckor, och familjen stenbräckeväxter. Inga underarter finns listade i Catalogue of Life.